# Ragnar Tessloff
Ragnar Tessloff (* 25. April 1921 in Hamburg; † 8. Mai 2009 ebenda) war ein deutscher Verleger von Sachbüchern und Gründer des nach ihm benannten Tessloff Verlages.

## Leben
Ragnar Tessloff wurde als Sohn des SPD-Politikers Ernst Tessloff (1888–1973) und dessen Frau Ella, geb. Rosmus, in Hamburg geboren. Im Jahr 1947 gründete sein Vater den Ernst Tessloff Verlag, welcher sich auf zeitgenössische skandinavische Literatur spezialisierte. Ragnar, der eigentlich Kameramann werden wollte, aber nicht in Babelsberg studieren durfte, wurde stattdessen Fotograf. Er porträtierte dabei Filmstars wie Hildegard Knef und Hans Söhnker. In dieser Zeit lieferte er für den väterlichen Verlag die Einbandmotive.
Am 14. September 1956 gründete Ragnar in Hamburg seinen eigenen Verlag, der zunächst „Neuer Tessloff Verlag“ hieß. Er gab zuerst amerikanische Comics, so etwa Tom & Jerry oder auch Lassie in deutscher Übersetzung heraus.
Auf einer Amerika-Reise lernte er die angelsächsische Kinder- und Sachbuchreihe How And Why kennen, deren Konzept ihm sehr gut gefiel: Die Reihe ist bemüht, Themen kindgerecht aufzubereiten. 1959 erwarb er auf der Frankfurter Buchmesse die Lizenzrechte für Deutschland und startete die Reihe Was ist was im Tessloff Verlag, die den Grundstock für den heutigen Kinder- und Jugendbuchverlag bildete.
Unter dem Titel Als Hitler meine Geige verspielte. Aufzeichnungen eines jungen Deutschen legte er im Jahr 2003 seine Autobiografie vor.
Am 8. Mai 2009 starb Tessloff im Alter von 88 Jahren in seinem Haus in Hamburg.